# 石川県歯科医師会
一般社団法人石川県歯科医師会（いしかわけんしかいしかい 英称 Ishikawa Dental Association）は、石川県の歯科医師を会員とする法人。

## 本部所在地
- 〒920-0806 石川県金沢市神宮寺3丁目20番5号

## 郡市歯科医師会
- 金沢市歯科医師会 - 同敷地内にある。